# Faro de Vigo
Faro de Vigo — испанская ежедневная газета галисийского города Виго. Она является старейшей испанской газетой, выпускающейся и поныне.

## История и тематика
Первый выпуск Faro de Vigo был напечатан 3 ноября 1853 года основателем издания Анхель де Лема-и-Марина в Виго, который был увлечён идеей защищать интересы Галисии, в частности города Виго. Основателем издания также считается Шосе Мария Посада.
Ныне главный офис издания расположен в окрестностях Виго, в местечке Чапела (муниципалитет Редондела). 
С 1986 года Faro de Vigo принадлежит медиа-группе Editorial Prensa Ibérica, включающей 16 подобных изданий.
В 2002 году средний тираж газеты составил 42 245 копий. В мае 2004 года количество читающих издание оценили в 304 000 человек в день, что включало Faro de Vigo в 13 наиболее важных газет и делало его лидером по этому показателю в Южной Галисии.
Штат редакции состоит их около 150 сотрудников. Газета печатается ежедневно в шести вариантах: основная охватывает Виго, остальные — Понтеведру, Ароусу, Оренсе, Моррасо и Deza-Tabeirós-Montes.
Первый цифровой вариант газеты появился в январе 1999 года.

## Известные авторы
- Хосе Луис Мендес Феррин
- Альваро Кункейро
- Торренте Бальестер, Гонсало[5]